# Азорское течение
Азорское течение — тёплое морское течение в северных субтропических широтах Атлантического океана. Возникает как ответвление Гольфстрима, содержащее около четверти воды этого знаменитого течения и текущее между 35° и 40° северной широты в восточном направлении. Юго-восточнее Азорских островов несколько охладившееся Азорское течение подпитывает бо́льшую часть Канарского течения.
Основной поток Азорского течения имеет ширину 150 км и глубину 1000 м.
Интенсивность течения увеличивается в восточном направлении.